# 白脑包镇
白脑包镇，是中华人民共和国内蒙古自治区巴彦淖尔市临河区下辖的一个乡镇级行政单位。

## 行政区划
白脑包镇下辖以下地区：
十大股村、鞋工厂村、联丰村、三八村、民富村、联星村、明星村、中心村、召滩村、敖包村、世城西村、太阳村、胜利村、福利村、公产村、春光村、忠义村、永清村、永胜村、永和村、水桐树村和西海村。